# Thomas Sherwin
Thomas Sherwin var en engelsk grafiker, verksam under 1800-talets första hälft.
Sherwin var huvudsakligen verksam i England men var en kortare period anställd vid Rörstrands porslinsfabrik i Stockholm 1838–1839 där han graverade kopparplåtar som användes till porslinstryck. Vid sidan av sitt arbete utförde han egna konstnärliga kopparstick varav två stycken ingår i Kungliga bibliotekets samling. 